# 주일 미군
주일 미군(駐日美軍, 일본어: 駐日米軍 츄우니치베이군[*], 영어: United States Forces Japan, USFJ) 혹은 재일 미군(일본어: 在日米軍 자이니치베이군[*])은 일본 열도에 주둔하는 미군이며, 이들을 지휘통제하는 주일 미군사령부는 미국 인도-태평양 사령부 예하 통합전투사령부이다. 현재 요코타 비행장에 본부를 두고 있다. 현재 일본은 헌법에 따라 군대를 보유하는 것이 금지되어 있으므로 일본 내에 주둔한 공식적인 군대는 주일 미군이 유일하다.

## 역사

### 일본의 군정기
일본의 항복으로 1945년 8월 15일에 태평양 전쟁의 막을 내린 뒤, 연합군 최고사령부는 일본에 상륙하여 도쿄 부의 DN 타워 21(第一生命館 다이이치 세이메이칸[*]→제일생명관) 빌딩을 접수하여 본부를 차렸다. 이후 제8군은 제1(I), 9(IX), 10(X)군단으로 하여금 일본 전역의 일본군의 시설을 점령하였다. 그 뒤, 일본국 헌법을 제정하였는데, 그 중 헌법 9조에 의해 일본군은 폐지되면서 일본은 군대가 없는 나라가 되었다.

### 6·25 전쟁
1947년 1월 1일, 일본 도쿄에 극동사령부가 창설되었다.
1950년 6월 25일 새벽에 6·25 전쟁이 발발하자, 더글러스 맥아더는 북한과 중화인민공화국에 의해 한반도가 점령되고 일본까지 침공할 경우를 대비하여 일본 정부에 명령하여 경찰예비대를 창설하게 하였다. 1951년 9월 8일 샌프란시스코 강화조약에 따라 일본은 주권을 회복하여 국제 사회로 복귀하고 제1세계의 일원이 되었다. 1952년 4월 28일, 일본과 미국 간의 안전 보장 조약이 체결됨에 따라, 연합군 최고사령부가 해체되었다.

### 냉전
1954년 7월 1일, 경찰예비대는 자위대로 완전히 대체되었다.
1957년 7월 1일에 미국 국방부의 통합 사령부 계획(Unified Command Plan)에 따라 극동 사령부가 태평양 사령부에 병합되고 지역별로 예하 통합 전투 사령부를 두게 되면서 도쿄부 후추시의 후추 기지에서 주일 미군이 창설되었다. 1960년 1월 19일 워싱턴 D.C.에서 일본과 미국 간의 상호 협력 및 안전 보장 조약이 맺어져 주일 미군은 조약이 폐지되지 않는 한, 일본 열도에 영구히 주둔하게 되었다.
1975년 주일 미군의 몸집이 커져가면서, 더넓은 기지를 찾다가 제5공군 사령부와 함께 요코타 비행장으로 옮겨갔다. 통신 장비와 시설이 있는 자리를 빼고 후추 기지의 토지를 항공자위대에 반환하고 통신시설만 남자, 후추 통신시설로 개명되었다.

### 21세기
미국의 테러와의 전쟁 선포 이후, 아시아로 회귀 정책으로 인하여 매우 중요한 해외 주둔 미군 중 하나가 되었다.
2004년 워싱턴주 포트 루이스의 제1군단 사령부가 가나가와현 캠프 자마으로 옮겨와 제1군단 전방사령부로 개편될 예정이었으나, 일본 정부와 주민들의 반대로 취소되었다. 대신 주일 미육군의 제9전구지원사령부를 재조직하여 제1군단 전방사령부를 편성하였다.
2011년 도호쿠 지방에 대지진이 일어나 후쿠시마에 있는 원자력 발전소에 사고가 발생하자, 주일 미군은 도모다치 작전을 개시하여 3월 12일부터 4월 20일까지 후쿠시마에 대한 피해 복구를 도왔다.
2021년에는 오키나와 현 소재 후텐마기지 반환에 대하여 미국과 일본이 합의하였다.
2024년 미국과 일본의 군사 협력 강화에 대한 논의가 이뤄지고 있다고 하며, 미일 연합사령부 및 주일미군 사령관 4성 장군 임명 등이 논의되고 있다.
2024년 12월 초에는 미국 우주군이 주일 미군에 설치되었다.

## 일본과의 관계
일본은 태평양 전쟁에서 패배한 대가로 연합군 최고사령부에 의해 제정된 헌법 9조에 따라 국가 군대를 가질 수 없다. 미군정 시절부터 한국 전쟁 기간인 1945년부터 1954년까지는 주일 미군에서 일본 열도의 방위를 맡았지만, 1954년 7월 1일부터 자위대로 넘겨졌다.
주일 미군은 자위대와 연합 방위 태세를 유지하면서 인도-태평양 지역의 정세 안정과 영향력을 도모하고 있다.
주일 미군의 범죄도 오키나와에서 간간히 발생하고 있다.

## 구조
현재 제5공군 사령관이 주일 미군 사령관 직책임을 겸임하고 있다.
- 주일 미군/제5공군 사령관: 공군 중장 릭키 N. 럽 (Ricky N. Rupp)[15]
- 부사령관: 해병대 준장 제임스 B. 웰런스 (James B. Wellons)
- 주임원사: 공군 주임원사 웰델 J. 슈나이더 (Wendell J. Snider)

주일 미군의 구성군
주일 미국 육군
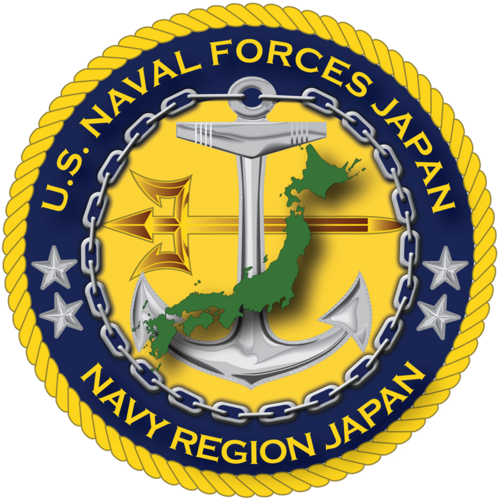
주일 해군/제7함대
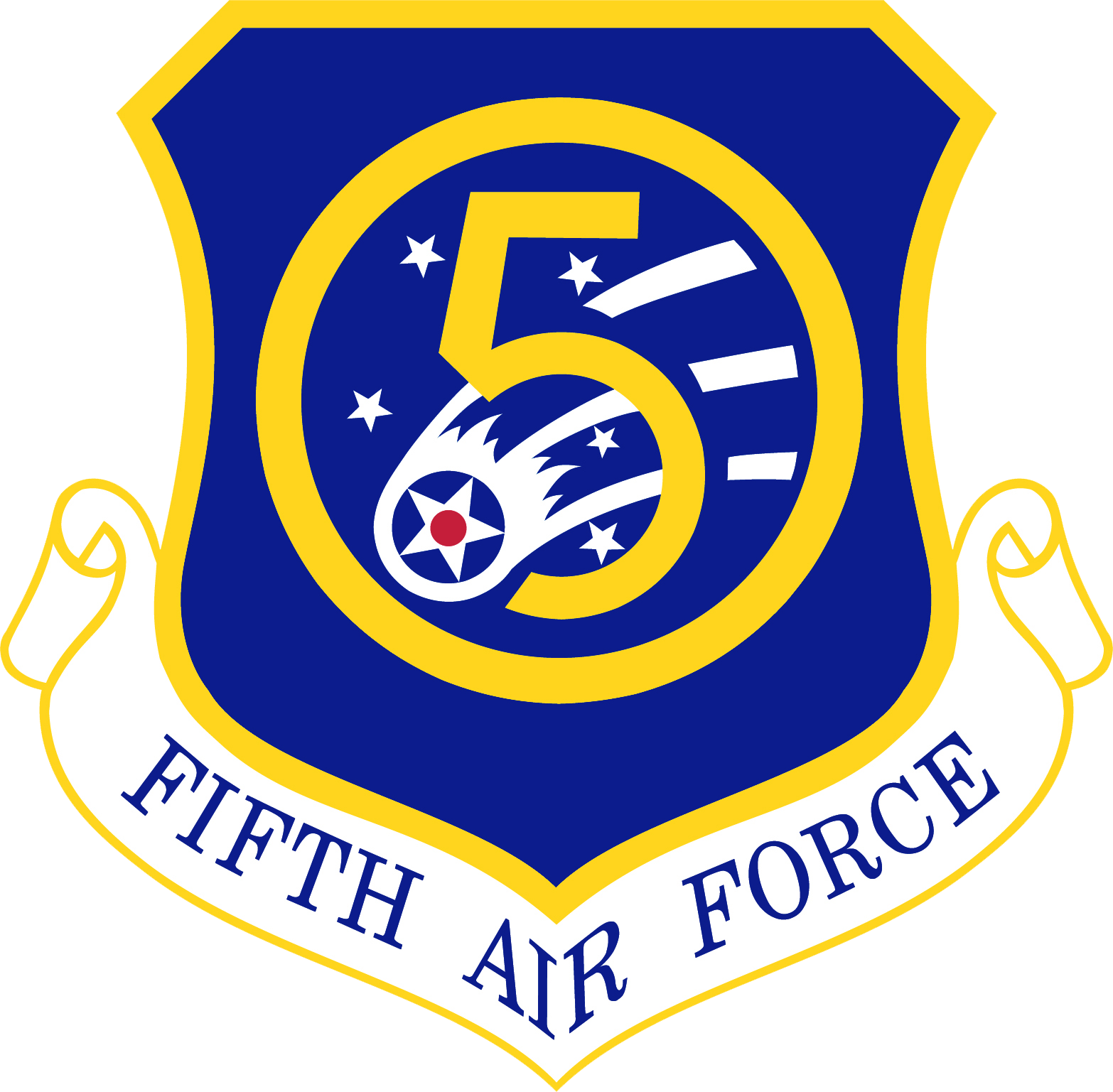
주일 공군/제5공군
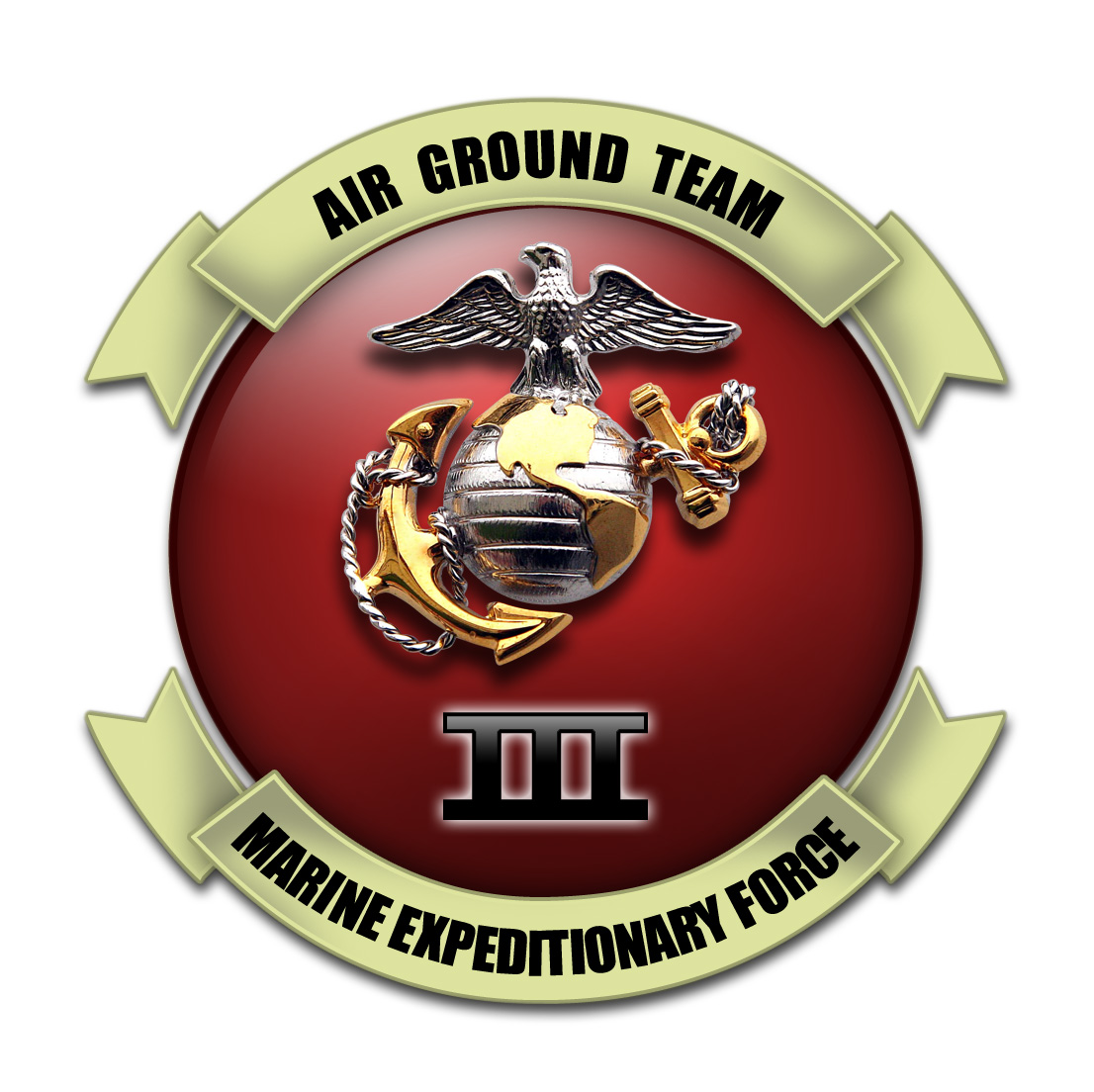
주일 해병대/제3해병원정군
주일 미국 우주군

## 시설
홋카이도를 제외한 일본 전역에 주일미군 기지가 설치되어 있으며, 오키나와에 대거 포진해있다.
- 육군

주일 미군의 주요 기지 위치

주일 미군의 오키나와 현내 시설 분포도

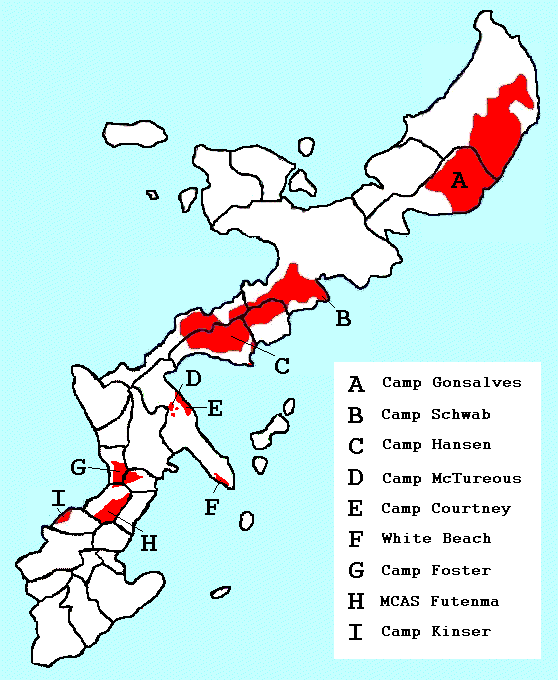
주일 해병대의 오키나와 현내 시설 위치

  - 도리이 스테이션 - 오키나와 현 요미탄촌
  - 캠프 자마/캐스트너 육군 비행장 - 가나가와현 자마시
  - 포트 버크너 - 오키나와현
- 해군
  - 사세보 해군 기지 - 나가사키현 사세보시
  - 아쓰기 해군 비행장 - 가나가와현 야마토시, 아야세시
  - 요코스카 해군 시설 - 가나가와현 요코스카시
- 공군
  - 가데나 공군기지 - 오키나와현 가데나정
  - 미사와 비행장 - 아오모리현 미사와시
  - 요코타 비행장 - 도쿄도 훗사시
- 해병대
  - MCBC 스메들리 D. 버틀러 - 오키나와현
    - 캠프 곤살베스 - 구니가미촌, 히가시촌
    - 캠프 레스터 - 자탄정
    - 캠프 맥쳐어스 - 우루마시
    - 캠프 스왑 - 기노자촌
    - 캠프 쉴즈 - 오키나와시
    - 캠프 커트니 - 우루마시
    - 캠프 킨저 - 우라소에시
    - 캠프 포스터 - 오키나와시, 기노완시, 자탄정, 기타나카구스쿠촌
    - 캠프 핸슨 - 긴정

  - 캠프 후지 재병연합훈련소(CATC 캠프 후지) - 시즈오카현 고텐바시
  - MCAS 이와쿠니 - 야마구치현 이와쿠니시
  - 이에 섬 보조비행장 - 구니가미군 이에섬 이에촌
  - MCAS 후텐마 - 기노완시
- 우주군
  - 요코타 비행장 - 도쿄도 훗사시

## 같이 보기
- 극동사령부 (미국)
- 자위대
- 주한 미군(USFK)
- 미국 유럽 사령부
- 유엔군 후방사령부
- 특수위안시설협회(RAA)
  - 가라유키상
  - 일본의 성매매
- 러시아 제102 군사기지